# Trampoline (Shaed)
Trampoline  è un singolo del gruppo musicale statunitense Shaed, pubblicato il 18 maggio 2018 come terzo estratto dal secondo EP Melt.

## Accoglienza
Nonostante sia stata pubblicata nel 2018, Billboard ha classificato Trampoline al cinquantunesimo posto nella sua lista delle migliori canzoni del 2019.

## Tracce
Testi e musiche di Chelsea Lee, Max Ernst e Spencer Ernst.
Download digitale, streaming
1. Trampoline – 3:04

Download digitale, streaming – Stripped
1. Trampoline (Stripped) – 3:38

Download digitale, streaming
1. Trampoline (con Zayn) – 3:04

Download digitale, streaming – Joel Corry Remix
1. Trampoline (con Joel Corry) (Joel Corry Remix) – 3:28
2. Trampoline (con Joel Corry) (Joel Corry Remix / Extended Mix) – 4:07

## Classifiche

### Classifiche settimanali
| Classifica (2019-20) | Posizione massima |
| -------------------- | ----------------- |
| Australia            | 27                |
| Austria              | 53                |
| Belgio (Fiandre)     | 24                |
| Belgio (Vallonia)    | 4                 |
| Canada               | 39                |
| Estonia              | 20                |
| Francia              | 29                |
| Germania             | 62                |
| Grecia               | 20                |
| Irlanda              | 21                |
| Islanda              | 9                 |
| Lettonia             | 21                |
| Lituania             | 10                |
| Malaysia             | 15                |
| Norvegia             | 13                |
| Nuova Zelanda        | 9                 |
| Paesi Bassi          | 64                |
| Portogallo           | 70                |
| Regno Unito          | 52                |
| Repubblica Ceca      | 44                |
| Singapore            | 14                |
| Slovacchia           | 28                |
| Stati Uniti          | 13                |
| Svezia               | 64                |
| Svizzera             | 18                |
| Ungheria             | 17                |

### Classifiche di fine anno
| Classifica (2019) | Posizione |
| ----------------- | --------- |
| Stati Uniti       | 70        |
| Svizzera          | 53        |
| Classifica (2020) | Posizione |
| Belgio (Fiandre)  | 54        |
| Belgio (Vallonia) | 33        |
| Francia           | 69        |
| Islanda           | 75        |
| Nuova Zelanda     | 47        |
| Stati Uniti       | 53        |